# سام غيليام
سام غيليام (بالإنجليزية: Sam Gilliam)‏ هو رسام أمريكي، ولد في 30 نوفمبر 1933 في توبيلو في الولايات المتحدة. ارتبط غيليام بمدرسة ألوان واشنطن، وهي مجموعة من الفنانين في منطقة واشنطن العاصمة الذين طوروا شكلًا من أشكال الفن التجريدي من الرسم الميداني الملون في الخمسينيات والستينيات. وصفت أعماله أيضًا بأنها تنتمي إلى التعبيرية التجريدية. عمل على القماش المشدود وأضاف عناصر نحتية ثلاثية الأبعاد. اعتُرفَ به كأول فنان يقدم فكرة تعليق قماش مطلي بالرايات بدون قضبان نقالة في حوالي عام 1965. كانت هذه مساهمة كبيرة في مدرسة كولور فيلد وكان له تأثير دائم على قانون الفن المعاصر. كتب آرني غليمشر، تاجر فنون غيليام في معرض بيس، بعد وفاته أن تجاربه مع اللون والسطح موجودة مع إنجازات روثكو وبولوك.
في عمله لاحقًا، عمل غيليام مع البولي بروبلين، والأكريليك المعدني والقزحي، والورق المصنوع يدويًا، والألمنيوم، والفولاذ، والخشب، والبلاستيك.

## سيرة ذاتية
ولد سام غيليام في توبيلو، مسيسيبي، في 30 نوفمبر 1933، كان السابع بين ثمانية أطفال لسام وإيستري غيليام. انتقل آل غيليامز إلى لويزفيل، كنتاكي، بعد وقت قصير من ولادته. كان والده يعمل في السكك الحديدية، ووالدته تهتم بالعائلة الكبيرة. في سن مبكرة، أراد غيليام أن يصبح رسامًا كاريكاتيرًا ويقضي معظم وقته في الرسم. التحق بالمدرسة الثانوية المركزية في لويزفيل وتخرج عام 1951.
بعد المدرسة الثانوية، التحق غيليام بجامعة لويزفيل وحصل على درجة البكالوريوس. حصل على درجة البكالوريوس في الفنون الجميلة في عام 1955 كعضو في الصف الثاني المعترف به من الطلاب الجامعيين السود. في نفس العام أقام معرضه الفردي الأول في الجامعة. من 1956 إلى 1958 خدم غيليام في جيش الولايات المتحدة. عاد إلى جامعة لويزفيل في عام 1961، كطالب في تشارلز كروديل، حصل على درجة الماجستير في الرسم. أثناء التحاقه بالجامعة، أصبح صديقًا للرسام كينيث فيكتور يونغ.
استمع غيليام إلى نصيحة أستاذ جامعته وأصبح مدرّسًا في مدرسة ثانوية وتمكن من تدريس الفن في مدرسة ماكينلي الثانوية بواشنطن. كرّس غيليام نفسه لتطوير لوحاته خلال أيام الأسبوع المخصصة للفصل الدراسي. في عام 1962، انتقل غيليام إلى واشنطن العاصمة بعد أن تزوج من مراسلة واشنطن بوست دوروثي بتلر وهي أيضًا أول مراسلة أمريكية من أصل أفريقي في واشنطن بوست. لاحقًا، عاش غيليام في واشنطن العاصمة مع شريكته آني جولاك فترة طويلة. تزوّجا عام 2018 بعد شراكة استمرت 35 عامًا.

### المهنة في الستينيات وأوائل السبعينيات
خلال الاضطرابات الاجتماعية في الستينيات في الولايات المتحدة، بدأ غيليام في رسم أعمال تجريدية لكنها لا تزال تقدم بيانات جريئة وتوضيحية مستوحاة من الظروف المحددة للتجربة الأمريكية الأفريقية. كان هذا في الوقت الذي قال فيه البعض أن الفن التجريدي لا صلة له بالحياة الأفريقية السوداء. تطور أسلوبه المبكر من التفكير في التجريدات التصويرية إلى لوحات كبيرة ذات ألوان مطبقة بشكل مسطح، مما دفع غيليام لإزالة الحامل في النهاية عن طريق التخلص من النقالة. خلال هذه الفترة الزمنية، رسم غيليام لوحات كبيرة ملطخة بالألوان، قام بلفها وتعليقها على الجدران والسقوف، وتضم بعضًا من أشهر أعماله الفنية.
تأثر غيليام بالتعبيرية الألمانية مثل إميل نولد، وبول كلي. تأثر أيضًا بموريس لويس وكينيث نولاند وفلاديمير تاتلين وفرانك ستيلا وهانس هوفمان وجورج براك وبابلو بيكاسو وبول سيزان. في عام 1963، قدم توماس داونينغ، وهو فنان ينتمي إلى مدرسة ألوان واشنطن، غيليام إلى هذه المدرسة الفكرية الجديدة. نحو عام 1965، أصبح غيليام أول رسام يقدم فكرة اللوحة غير المدعومة. كان مصدر إلهامه للقيام بذلك هو مراقبة الغسيل المعلق خارج الاستوديو الخاص به في واشنطن. جرى تعليق لوحاته ذات الستارة من السقوف أو على الجدران أو الأرضيات، مما يمثل البعد الثالث النحتي في الرسم. قال غيليام إن لوحاته تستند إلى حقيقة أن إطار اللوحة موجود في الفضاء الحقيقي. لقد انجذب إلى قوتها وطريقة عملها. تتغير لوحات غيليام المكسوة بالرايات حسب كل بيئة حيث يعاد ترتيبها وكثيرًا ما كان يزين الأعمال بالمعدن والصخور والعوارض الخشبية. واحد من آخر وأكبر أعماله ضمن هذه السلسلة كان بعنوان سي هورسيس (1975)، في متحف فيلادلفيا للفنون. يتكون العمل من ستة أجزاء وكان مصنوعًا من مئات الأقدام من القماش المعلق على الجدران الخارجية للمتحف.
خلال الستينيات، جرب غيليام أيضًا اللوحات ذات الحواف المائلة، غالبًا باستخدام طلاء أكريليك لتلوين حواف اللوحة القماشية على إطارات اللوحة.
في عام 1972، مثّل غيليام الولايات المتحدة في بينالي البندقية السادس والثلاثين في عرض جماعي برعاية والتر هوبس. عرض عمل باروك كاسكاد (1968) المغطى بالرايات في المعرض، وهو عبارة عن تركيب متعدد اللوحات امتد لأكثر من 75 قدمًا قبل تعليقه من العوارض الخشبية في قاعة المعرض. عُرض العمل في الأصل في غاليري كوركوران في عام 1969 في عرض لأعمال غيليام نظمته هوبس. كان غيليام أول فنان أمريكي من أصل أفريقي تعرض لوحاته في بينالي الولايات المتحدة.

### مهنته لاحقًا
في أواخر الثمانينيات والتسعينيات، جرى تجاهل غيليام إلى حد كبير من قبل عالم الفن. ظهرت أعماله بشكل قليل خارج واشنطن العاصمة خلال هذا الوقت، نتيجة لرغبته في العمل في مجتمعه الخاص وتراجع اهتمام النقاد والمتاحف في نيويورك. على الرغم من هذه العزلة عن الجمهور، استمر في إنتاج اللوحات بأشكال جديدة وطور مناهج جديدة للتجريد، بما في ذلك استخدام الأشكال المعدنية لإنشاء أعمال نحتية. في عام 2019، كتب الصحفي غريغ ألين عن عزلة غيليام عن المساحات الفنية السائدة في الفن في أمريكا، قائلًا: إذا بدا غيليام غير مرئي في بعض الفترات من حياته المهنية الواسعة، فذلك ببساطة لأن الناس رفضوا رؤيته. غيليام نفسه قال في عام 1989: لقد تعلمت الفرق بين ما هو جيد حقًا وحقيقي بالنسبة لي وما هو الشيء الذي حلمت أنه سيكون حقيقيًا وجيدًا بالنسبة لي. لقد تعلمت — لا أقصد أن أقول إنني، تعلمت أن أحب هذا — لكنني تعلمت قبول هذا، مسألة البقاء هنا.

### الحياة الشخصية
في عام 1962، تزوج غيليام من دوروثي بتلر، وهي من مواليد لويزفيل وأول كاتبة عمود أمريكية من أصل أفريقي في صحيفة واشنطن بوست. انفصلا في الثمانينيات ولكن لديهما ثلاث بنات (ستيفاني وميليسا وليا) وأيضًا ثلاثة أحفاد. بعد الطلاق، التقى آني جولاك، مالكة معرض جي فاين آرت سابقًا في واشنطن العاصمة، وتزوجا في عام 2018 بعد أن كانا معًا في شراكة استمرت 35 عامًا.
توفي غيليام نتيجة إصابته بفشل كلوي، في منزله، واشنطن العاصمة في 25 يونيو 2022 عن عمر يناهز 88 عامًا.